# Pimen (Zainea)
Pimen, imię świeckie Vasile Zainea (ur. 25 sierpnia 1929 w Greabănu, zm. 20 maja 2020 w Bukareszcie) – rumuński biskup prawosławny.

## Życiorys
Ukończył liceum w Rymniku i seminarium duchowne dla mnichów przy monasterze Neamț, w którym uczył się w latach 1948–1951. 10 marca 1951 złożył wieczyste śluby mnisze w tymże klasztorze. W tym samym roku został wyświęcony na hierodiakona. Od 1951 do 1952 wykładał w szkołach teologicznych dla mnichów przy monasterach Neamț i Putna, a następnie w latach 1952–1953 wykładowcą w seminarium, które sam ukończył.
Naukę teologii kontynuował w Instytucie Teologicznym Uniwersytetu w Bukareszcie, gdzie uzyskał dyplom końcowy w 1957. W tym samym roku mianowano go przełożonym monasteru Putna z godnością ihumena, którą sprawował przez cztery lata. W latach 1961–1962 służył jako kapłan w Văratec, a następnie przez dwa lata w Durău, po czym wrócił do monasteru Putna i żył tam przez kolejne dziesięć lat. W 1966 otrzymał godność protosyngla, a w 1975 – archimandryty. Od 1974 do 1978 był przełożonym monasteru św. Jana Nowego w Suczawie. W latach 1976–1977 przebywał na specjalistycznym stypendium w Kolonii.
Po powrocie do Rumunii, w 1979, został egzarchą (dziekanem) monasterów w archieparchii Jass, którym pozostawał przez trzy lata. 10 stycznia 1982 został nominowany na biskupa suczawskiego, wikariusza archieparchii Jass. Jego chirotonia biskupia odbyła się 24 stycznia tego samego roku.
W 1991 został ordynariuszem nowo erygowanej eparchii Suczawy i Radowców. Został intronizowany na urząd 3 marca 1991 w katedralnej cerkwi w Suczawie w kompleksie monasteru św. Jana Nowego.
Autor szeregu publikacji z dziedziny ikonologii.
W 2007 Narodowa Rada Badań Archiwów Securitate podała, iż biskup Pimen był współpracownikiem Securitate. Duchowny zaprzeczał stawianym mu zarzutom. W 2011 Najwyższy Sąd Apelacyjny w Bukareszcie ogłosił, iż Pimen (Zainea), będąc przełożonym monasteru w Suczawie, w 1975 podjął współpracę z Securitate jako informator o pseudonimach Sidorovic i Petru. Dwa lata później został informatorem wewnętrznym o pseudonimie Petru. Duchowny oznajmił, że nie będzie odwoływał się od orzeczenia, zakwestionował jednak zarówno treść wyroku, jak i wiarygodność dokumentów, które uznano za obciążające go dowody w sprawie. Ostatecznie złożył jednak skargę kasacyjną, która została oddalona.
Zmarł w 2020 r. na atak serca w szpitalu w Bukareszcie, gdzie był leczony na Covid-19.